# Marian Kuliński
Marian Kuliński ps. „Kaziek”, „Maniek” (ur. 8 grudnia 1913 w Tomaszowie Mazowieckim, zm. 9 marca 1982 w Warszawie) – działacz i polityk komunistyczny, zastępca kierownika Wydziału Przemysłu Ciężkiego KC PZPR (1951–1953), zastępca członka KC PZPR.

## Życiorys
Od 1920 mieszkał z rodzicami w Łodzi, gdzie w 1927 skończył szkołę podstawową i zaczął naukę w wieczorowym gimnazjum, a w 1929 w Miejskiej Szkole Handlowej, gdzie wstąpił do Związku Młodzieży Socjalistycznej Szkół Średnich, członek Komitetu Łódzkiego (KŁ) tego Związku. W 1930 wstąpił do KZMP, agitator i kolporter nielegalnych odezw komunistycznych wśród uczniów gimnazjów w Łodzi, za co 22 października 1930 został aresztowany, po zwolnieniu w marcu 1931 został członkiem Komitetu Dzielnicowego (KD), potem KŁ KZMP. Od 1932 w KPP, pracownik fabryki drewnianych szpulek i kół pasowych, a potem w fabryce włókienniczej, gdzie był gońcem, a potem księgowym (po ukończeniu rocznych kursów księgowości).
Od 1933 był członkiem KŁ MOPR. W latach 1934–1935 studiował na wydziale prawa i nauk społeczno-ekonomicznych Wolnej Wszechnicy Polskiej. Członek zarządu Legionu Młodych i sekretarz Związku Myśli Wolnej, a od 1938 sekretarz zarządu Związku Zawodowego Handlowców Polskich w Łodzi, w 1939 przewodniczący koła Legionu Młodzieży Polskiej. Jesienią 1939 nawiązał kontakty z komunistami z Retkini, wspólnie z którymi od początku 1940 wydawał pismo „Wyzwolenie”. Współtwórca grup sabotażowych w fabrykach. W lipcu 1940 brał udział w naradzie aktywu komunistycznego, na którym omawiał sytuację polityczną i program działania. Był członkiem kierownictwa Komitetu Sabotażowego do Walki z Hitleryzmem. Od końca sierpnia 1940 do końca okupacji przebywał w Tomaszowie Mazowieckim, gdzie w styczniu 1945 współorganizował struktury PPR, podpisał odezwę PPR nawołującą mieszkańców do ochrony warsztatów pracy. Był inicjatorem utworzenia grupy robotników dla ratowania i ochrony publicznych obiektów. Wkrótce został miejscowym komendantem MO i zastępcą dyrektora zakładów Piescha.
Od 24 stycznia 1945 był II sekretarzem tymczasowego Komitetu Miejskiego (KM) PPR, od maja 1945 instruktorem Wydziału Propagandy Komitetu Wojewódzkiego (KW) PPR w Łodzi, a od 1945 sekretarzem Wojewódzkiej Komisji Porozumiewawczej Stronnictw Demokratycznych. W grudniu 1945 był delegatem na I Zjazd PPR, a w grudniu 1948 na I Zjazd PZPR. W latach 1947–1949 był dyrektorem technicznym, a później naczelnym Państwowych Zakładów Przemysłu Wełnianego nr 27 w Tomaszowie Mazowieckim i Tomaszowskiej Fabryki Sztucznego Jedwabiu. Od kwietnia 1949 do kwietnia 1950 był sekretarzem ekonomicznym KW PZPR w Łodzi, potem KŁ PZPR. Od kwietnia 1951 do października 1953 był zastępcą kierownika Wydziału Przemysłu Ciężkiego KC PZPR, później dyrektorem Departamentu Zaopatrzenia i Zbytu w Ministerstwie Przemysłu Lekkiego, a od stycznia 1959 ponownie sekretarzem ekonomicznym KŁ PZPR. W grudniu 1961 skończył wydział ekonomiczny UŁ. W 1964 i w 1968 brał udział w IV i V Zjazdach PZPR, na których wybierano go zastępcą członka KC PZPR. Od stycznia 1971 do września 1975 był inspektorem w Wydziale Przemysłu i Komunikacji KC PZPR, potem zastępcą dyrektora Budowy Ropociągu Nowopołock w ZSRR. Od października 1979 do marca 1980 starszy inspektor w Wydziale Przemysłu Ciężkiego, Transportu i Budownictwa KC PZPR. Potem na emeryturze.
Był odznaczony m.in. Orderem Sztandaru Pracy I i II klasy i Krzyżem Komandorskim z Gwiazdą Orderu Odrodzenia Polski.